# Asimbonanga
Asimbonanga (« Nous ne l'avons pas vu » en zoulou) est une chanson composée en 1987 par Johnny Clegg et interprétée par le groupe sud-africain Savuka qu'il dirige.
Cette chanson, extraite de l’album Third World Child (1987), a propulsé ce groupe à la tête de l'actualité musicale des années 1980.
Son texte, politiquement engagé — surtout pour l'Afrique du Sud de l'époque —, est dédié à Nelson Mandela, alors emprisonné sur l'île de Robben Island, au large du Cap, et y fait explicitement référence : « Look across the Island into the Bay » en français : « Regarde de l'autre côté de l'île dans la Baie ». Il cite aussi les noms de Steve Biko, Victoria Mxenge et Neil Aggett, tous trois militants de la lutte contre l’apartheid.
Autre particularité de cette chanson, le titre est zoulou, le refrain est chanté dans cette langue et les couplets en anglais, fait particulièrement provocateur au temps de l'apartheid, surtout de la part d'un groupe multicolore, composé de Blancs et de Noirs. Le titre Asimbonanga fait référence au fait que personne ne sait à quoi ressemble Nelson Mandela, les photos de lui étant illégales.
Le morceau connaît un important succès en France durant le printemps et l'été 1988, se classant 2e du Top 50 pendant sept semaines consécutives. Il entre également dans les classements en Suisse et au Royaume-Uni, se positionnant respectivement 45e et 94e,.
En 1999, à la fin d'un concert à Francfort où le groupe interprète la chanson, Nelson Mandela monte sur scène au bras de la choriste Mandisa Dlanga et interprète quelques pas de danse, à la surprise de Johnny Clegg qui n'avait pas été prévenu.
La chanson est reprise par le groupe Magic System en 2015 dans l'album Radio Afrika.